# Quercus grandidentata
Quercus grandidentata là một loài thực vật có hoa trong họ Cử. Loài này được Ewan miêu tả khoa học đầu tiên năm 1937.